# Subsonica
Subsonica — итальянская рок-группа, сформировавшаяся в Турине в 1996 году, объединив некоторых наилучших представителей туринской альтернативной сцены. За свою карьеру они выпустили 7 студийных альбомов и продали около 400.000 дисков, получили множество премий. Их первый альбом «Subsonica» вышел в 1997 году, стали известны в 2000 году, после Фестиваля Сан-Ремо.

## История группы

### Название
Гитарист Макс Казаччи играл в реггей-группе «Africa Unite», клавишник Буста и вокалист Самуэль играли вместе в группе «Amici di Roland». Барабанщик Ninja играл концерты с Орнеллой Ванони. Pierfunk сотрудничал со многими итальянскими артистами, такими как Лоредана Берте и Марчелла Белла. Название группы было сформировано из двух слов. Самуэль предложил «Sonica» в честь песни группы «Marlene Kuntz», а Макс предлагал «Subacqueo» — в честь песни его группы «Africa Unite». Девушка Макса придумала соединить оба названия в слове «Subsonica».

### Первый альбом (1997—1999)
Весной 1997 года вышел первый сингл под названием «Istantanee». Сразу после этого вышел первый альбом «SubsOnicA». В том же году при участии Антонелли Руджеро для её альбома «Registrazioni moderne» были записаны композиции «Il video sono io» и «Per un’ora d’amore», две песни группы Матья Базар. Песня «Per un’ora d’amore» была выбрана как заглавный сингл для альбома Рудджеро, а клип на эту песню, в котором они принимали участие, сделал их популярными. В 1998 году они давали концерты в Италии, почти 150 выступлений в период с января до октября.
Вышли также синглы «Cose che non ho», «Radioestensioni» и «Preso blu».
Альбом открывается песней «Come se», посвящённой Сильвии Баральдини, имеет следы влияния альтернативной музыки 90-х годов. «Электронные» звуки таких английских звукозаписывающих студий, как Ninjatune и Mo’Wax, новые ритмические ходы стиля Джангл, первые эксперименты группы «Chemical Brothers», даунтемно стали вдохновляющими примерами для музыки «Subsonica».

### Microchip emozionale и Фестиваль Сан-Ремо (1999—2002)
В июне 1999 года вышел сингл «Colpo di pistola», первый сингл с альбома, который вышел в сентябре того же года. Часть альбома была представлена в MTV Day в Болоньи, тогда же последний раз играл басист Пьерфанк («Pierfunk»). После этого он был заменён Вичо («Vicio»). В октябре вышел сингл Liberi Tutti, в дуэте с Даниеле Сильвестри (в 2011 году эта композиция использовалась как фон для рекламной кампании «Я голосую»). В 2000 году они приняли участие в фестивале «Сан-Ремо», выступив с песней «Tutti i miei sbagli», и хотя они взяли лишь одиннадцатое место, этот сингл был самым коммерчески успешным в дни фестиваля. Переиздание альбома «Microchip emozionale» стало сначала золотым диском, а позже платиновым. Для четвёртого сингла «Disco labirinto», был снят особый клип для людей с нарушениями слуха, в котором снялся певец Морган («Morgan»). Он был вокалистом группы «Bluvertigo», чей стиль повлиял на «Subsonica». Его снял Лука Пасторе по идее студии «Elastico». Они получили приз на MTV Europe Music Award в Стокгольме как лучшие исполнители Италии и на PIM (Итальянская Музыкальная Премия) в номинациях «Лучший диск» и «Лучшая группа».

### Amorematico (2002—2004)
После сингла «Nuvole rapide» 11 января 2002 года вышел альбом «Amorematico», который всего за одну неделю стал первым в чартах самых продаваемых дисков и за несколько дней стал золотым. В этом третьем альбоме они сотрудничают с Маурицио Арчели и Кристиной Мозер, более известными под названием «Krisma», в песне «Nuova ossessione» и с Роджером Рама в песнях «Nuvole rapide» и «Sole silenzioso». 2 февраля начался новый тур «Amorematico Tour» с клуба Velvet в Римини и закончился 11 октября в Беллинзоне (Швейцария). За несколько дней до этого они получили, вместе с Мануэлем Анелли, вокалистом группы «Afterhours», Марко Паренте и Кристиной Дона премию Grinzane Cavour. В ноябре, после выхода последнего сингла «Gente tranquilla» в дуэте с марокканским рэпером Рачидом, они снова получили премию на конкурсе «MTV Europe Music Award» как лучшие итальянские исполнители, а через несколько дней они заполучили награду «Italian Music Awards» за графический проект к альбому «Amorematico» и за аранжировку песни «Nuvole Rapide». Год завершается новым платиновым диском: 100.000 проданных копий.
7 февраля 2003 года вышел двойной концертный альбом «Controllo del livello di rombo», записанный в туре с альбомом «Amorematico». В концертник вошли три новых песни («Non chiedermi niente», «Livido amniotico» в дуэте с Вероникой и «L’errore») и группа отправилась в новый четырёхмесячный тур. Начался он с итальянских стадионов. На трибунах «Forum di Assago» было 13.000 зрителей, и там было снято видео, ставшее в следующем году DVD «Cielo tangenziale ovest». Весной они написали и записали вместе с группой «Linea 77» песню «66 (Diabolus in musica)», которая была включена в их альбом «Numb». В октябре вышла «Anomalia Subsonica», официальная биография, написанная журналистом Паоло Феррари.

### Расторжение договора со студией «Mescal» и проект «Casasonica»
11 января 2004 года у группы официально началась работа над новым альбомом «Terrestre». 2 февраля они выступили на фестивале «Тора! Тора!» в Мантуе, 27 апреля записали на площади Кастелло в Турине клип на песню «66 (Diabolus in musica)» с группой «Linea 77», а 8 июля приняли участие в фестивале «Traffic Festival» на вечере «Небеса над Турином», где они играли с разными наиболее значимыми туринскими группами: Africa Unite, Linea 77, Mau Mau, Madaski, Persiana Jones та Fratelli di Soledad. 16 июля они подписали контракт с итальянской ЕMI и заодно создали лейбл «Casasonica», который продюсирует песни групп «Sikitikis», «Cinemavolta», «SteelA», «Robertina» и «Gatto Ciliegia contro il Grande Freddo», «Petrol» и «LNRipley». В сентябре студия «Mescal» выпустила «Cielo tangenziale Ovest», а 22 числа того же месяца группа играла на концерте «Concerto per Piero alla Lega dei Furiosi», презентовав три новых песни. В декабре началась запись альбома «Terrestre». Смена звукозаписывающего лейбла была особенно неожиданной, поскольку контракт с «Mescal» предусматривал запись других студийных альбомов. Члены группы, огорчённые поведением директоров независимой звукозаписывающей компании, объявляют выполненными условия контракта, презентовав EMI два новых инструментальных альбома, которые Mescal, напротив, назвала «альбомами с одними шумами». Дело закончилось взаимными обвинениями. Переход к EMI, как заявлял Самуель в нескольких тогдашних интервью, связан с желанием группы иметь большую творческую и экономическую независимость.